# 朱语今
朱语今（1916年—1988年），曾用名朱裕璟，男，湖北宜都人，中国报刊编辑、出版家，曾任第三、五届全国政协委员。